# Hemidactylus ruspolii
Espèce
Synonymes
- Hemidactylus erlangeri Steindachner, 1907

Hemidactylus ruspolii est une espèce de geckos de la famille des Gekkonidae.

## Répartition
Cette espèce se rencontre en Somalie, en Éthiopie et dans le nord du Kenya.

## Étymologie
Cette espèce est nommée en l'honneur d'Eugenio Ruspoli.

## Publication originale
- Boulenger, 1896 : A list of the reptiles and batrachians collected by the late Prince Eugenio Ruspoli in Somaliland and Gallaland in 1893. Annali del Museo civico di storia naturale di Genova, ser. 2, vol. 17, p. 5-14 (texte intégral).